# Frances Cornford

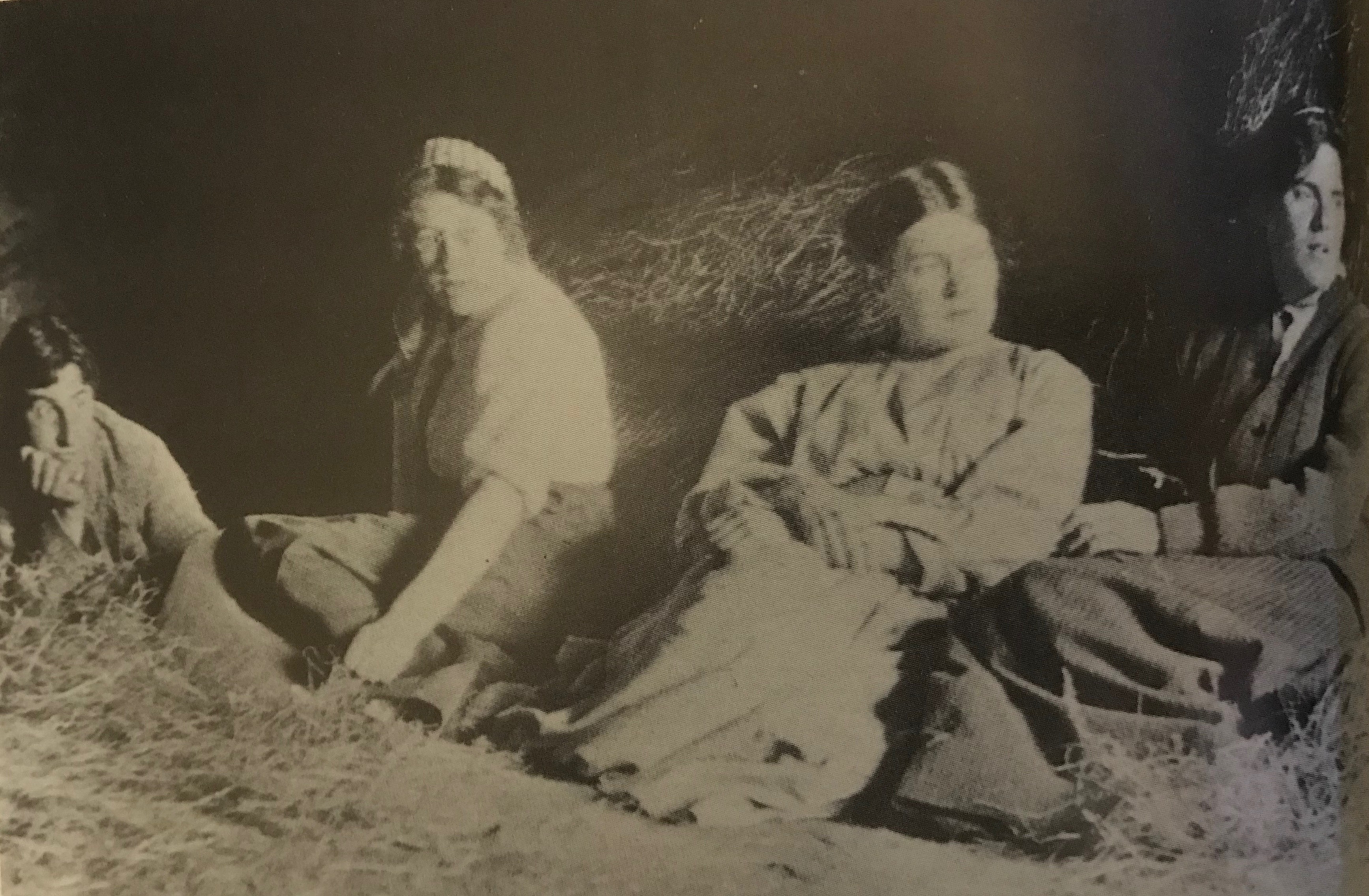
Jacques Raverat, Ka Cox, Gwen Raverat e Frances Cornford em um celeiro de Norfolk.

Frances Crofts Cornford (nascida Darwin; 30 de março de 1886 — 19 de agosto de 1960) foi uma poetisa inglesa. Devido à similaridade de seu nome com o de seu marido, ela era chamada familiarmente como "FCC" e seu marido Francis Macdonald Cornford como "FMC". Seu pai, sir Francis Darwin, mais outro 'Francis', um dos filhos de Charles Darwin, era chamado na esfera familiar como Frank, ou Tio Frank.
Está sepultada no Ascension Parish Burial Ground em Cambridge, na mesma sepultura de seu pai Francis Darwin. Seu defunto marido, Francis, tinha sido cremado em Cambridge em 6 de janeiro de 1943, e suas cinzas foram depositadas na mesma sepultura.